# Scyllarides astori
Scyllarides astori is een tienpotigensoort uit de familie van de Scyllaridae. De wetenschappelijke naam van de soort werd in 1960 voor het eerst geldig gepubliceerd door Lipke Holthuis.